# (32287) 2000 PF26
2000 PF26 (asteroide 32287) é um asteroide da cintura principal. Possui uma excentricidade de 0.12807590 e uma inclinação de 10.15646º.
Este asteroide foi descoberto no dia 5 de agosto de 2000 por NEAT em Haleakala.